# Республиканская партия (США)
Республика́нская па́ртия (англ. Republican Party) — американская правая консервативная правящая политическая партия, одна из двух основных политических партий США, наряду с Демократической партией. Второе название — Великая старая партия (англ. Grand Old Party, GOP). Неофициальный символ партии — слон (олицетворяет мощь), неофициальный цвет — красный. Также придерживается взглядов между правоцентризмом и просто правыми (консерватизм, правый популизм и экономический либерализм).
Действующий президент от Республиканской партии — Дональд Трамп (с 20 января 2025) — проиграл выборы 2020 года и победил на выборах 2024 года в США.
С января 2025 года контролирует обе палаты конгресса и исполнительную власть, с января 2023 - нижнюю палату.

## История
20 марта 1854 года в здании школы города Рипон, штат Висконсин, бывшими членами Демократической партии, партии свободной земли и партии вигов было принято решение о создании Республиканской партии. Автором названия партии выступил Хорас Грили. Одним из основных факторов, приведших к формированию новой политической силы в стране выступило положительное голосование в Палате представителей по законопроекту акта Канзаса-Небраски. В июне основатель партии Алван Бовэй созвал первую партийную конференцию в Мадисоне, штат Висконсин, а месяцем позже — в Джэксоне, штат Мичиган.
Была создана как объединение противников рабства и сторонников расширения компетенции власти центрального правительства, отражая интересы промышленников Севера (янки) в противовес элитарной демократической партии, которая, опираясь на плантаторов-рабовладельцев Юга, монопольно правила. Республиканская партия выступала за раздачу свободных земель бесплатно всем желающим, а также — за установление высоких пошлин на ввозимые из Европы промышленные товары. После победы северян и их лидера Авраама Линкольна в Гражданской войне республиканцы почти 50 лет доминировали на выборах: как на президентских, так и в Сенат и в Палату представителей США.
Их гегемония была прервана Вудро Вильсоном в 1912 году, вслед за расколом самих республиканцев и образованием Прогрессивной партии Теодора Рузвельта. С 1912 года и вплоть до 1968 года демократы контролировали политику США, время от времени уступая республиканцам (Кельвину Кулиджу, Герберту Гуверу, Дуайту Эйзенхауэру). Настоящим упадком для партии можно назвать времена «Нового курса» демократа Франклина Рузвельта.
Со временем идеология республиканцев стала претерпевать серьёзные изменения. В 1950-е годы на авансцену вышел совершенно новый республиканизм. Главным его новшеством стало расширение государственного регулирования экономики. Республиканские президенты, в частности Эйзенхауэр, стали идти и на увеличение социальной помощи. Например, были введены государственные пособия по нетрудоспособности.
Когда в 1940—1960-х развернулось движение за гражданские права афроамериканцев, республиканцы отнеслись к нему прохладно, начав осуществление Южной стратегии. Именно в это время республиканцы и демократы окончательно поменялись местами в идеологическом спектре как более консервативная и более либеральная партия соответственно.
В годы «холодной войны» Республиканская партия во внутренней политике была более агрессивно настроена в вопросах антикоммунизма и гонений на левых (маккартизм), а её кандидаты обычно считались «ястребами» во внешней политике (особенно Барри Голдуотер). По данным исследователя Раса Белланта, Национальный комитет при президенте Никсоне и позже имел связи с националистами из стран Восточной Европы, которые перебрались в США после Второй мировой войны, во время которой сотрудничали с нацистами.
В середине 1970-х годов Республиканская партия оказалась на пороге сильнейшего кризиса, связанного с уходом в отставку сначала вице-президента Спиро Агню, обвинённого в уклонении от уплаты налогов и взятках, а затем и президента Ричарда Никсона из-за скандала «Уотергейт».
В конце 1970-х годов партия обрела второе дыхание, после того как её лидером стал бывший актёр Голливуда Рональд Рейган, в 1980 году избранный на пост президента США и переизбранный в 1984. Он обновил партию и помог ей избавиться от последствий «Уотергейта». Отдельные представители команды Рейгана оставались в истеблишменте США до 2009 года. Во многом благодаря Рейгану среди республиканцев усилились позиции сторонников экономического либерализма и политического консерватизма.
В XXI веке Республиканская партия получает наибольшую поддержку от сельских избирателей, евангельских христиан, мужчин, пожилых граждан и белых избирателей без высшего образования. В экономических вопросах партия занимает пробизнес-позиции с момента своего создания, выступая за низкие налоги и дерегулирование, против социализма, профсоюзов и здравоохранения с единым плательщиком. Трампистская фракция поддерживает экономический протекционизм, включая тарифы. В социальных вопросах она выступает за ограничение легальности абортов, препятствование и частое запрещение рекреационного использования наркотиков , поощрение владения оружием и смягчение ограничений на оружие, а также выступает против движения за права трансгендерных людей. Во внешней политике партийный истеблишмент является интервенционистским, в то время как трампистская фракция поддерживает изоляционизм и в некоторых случаях невмешательство.

### Идеологи
- Авраам Линкольн
- Лео Штраус
- Томас Соуэлл

### Президенты США от Республиканской партии
| №  | № Президента | Фото | Президент                  | Срок полномочий       | Срок полномочий       | Срок полномочий | Вице-президент                                   | Причина окончания срока  |
| №  | № Президента | Фото | Президент                  | Вступил в должность   | Покинул должность     | Дни             | Вице-президент                                   | Причина окончания срока  |
| -- | ------------ | ---- | -------------------------- | --------------------- | --------------------- | --------------- | ------------------------------------------------ | ------------------------ |
| 1  | 16           |      | Авраам Линкольн            | 4 марта 1861 года     | 15 апреля 1865 года   | 1503            | Ганнибал Гэмлин Эндрю Джонсон                    | Убит                     |
| 2  | 18           |      | Улисс Грант                | 4 марта 1869 года     | 4 марта 1877 года     | 2922            | Шайлер Колфакс Генри Уилсон Должность вакантна   | Два срока                |
| 3  | 19           |      | Ратерфорд Хейс             | 4 марта 1877 года     | 4 марта 1881 года     | 1461            | Уильям Уилер                                     | Отказ переизбираться     |
| 4  | 20           |      | Джеймс Гарфилд             | 4 марта 1881 года     | 19 сентября 1881 года | 199             | Честер Артур                                     | Убит                     |
| 5  | 21           |      | Честер Артур               | 19 сентября 1881 года | 4 марта 1885 года     | 1262            | Должность вакантна                               | Отказ партии             |
| 6  | 23           |      | Бенджамин Гаррисон         | 4 марта 1889 года     | 4 марта 1893 года     | 1461            | Леви Мортон                                      | Поражение на выборах     |
| 7  | 25           |      | Уильям Мак-Кинли           | 4 марта 1897 года     | 14 сентября 1901 года | 1654            | Гаррет Хобарт Должность вакантна Теодор Рузвельт | Убит                     |
| 8  | 26           |      | Теодор Рузвельт            | 14 сентября 1901 года | 4 марта 1909 года     | 2728            | Должность вакантна Чарльз Фэрбенкс               | Два срока                |
| 9  | 27           |      | Уильям Тафт                | 4 марта 1909 года     | 4 марта 1913 года     | 1461            | Джеймс Шерман Должность вакантна                 | Поражение на выборах     |
| 10 | 29           |      | Уоррен Гардинг             | 4 марта 1921 года     | 2 августа 1923 года   | 881             | Калвин Кулидж                                    | Умер                     |
| 11 | 30           |      | Калвин Кулидж              | 2 августа 1923 года   | 4 марта 1929 года     | 2041            | Должность вакантна Чарльз Дауэс                  | Отказ переизбираться     |
| 12 | 31           |      | Герберт Гувер              | 4 марта 1929 года     | 4 марта 1933 года     | 1461            | Чарльз Кёртис                                    | Поражение на выборах     |
| 13 | 34           |      | Дуайт Эйзенхауэр           | 20 января 1953 года   | 20 января 1961 года   | 2922            | Ричард Никсон                                    | Два срока                |
| 14 | 37           |      | Ричард Никсон              | 20 января 1969 года   | 9 августа 1974 года   | 2027            | Спиро Агню Должность вакантна Джеральд Форд      | Ушёл в отставку досрочно |
| 15 | 38           |      | Джеральд Форд              | 9 августа 1974 года   | 20 января 1977 года   | 895             | Должность вакантна Нельсон Рокфеллер             | Поражение на выборах     |
| 16 | 40           |      | Рональд Рейган             | 20 января 1981 года   | 20 января 1989 года   | 2922            | Джордж Буш — старший                             | Два срока                |
| 17 | 41           |      | Джордж Буш — старший       | 20 января 1989 года   | 20 января 1993 года   | 1461            | Дэн Куэйл                                        | Поражение на выборах     |
| 18 | 43           |      | Джордж Буш — младший       | 20 января 2001 года   | 20 января 2009 года   | 2922            | Дик Чейни                                        | Два срока                |
| 19 | 45           |      | Дональд Трамп              | 20 января 2017 года   | 20 января 2021 года   | 1461            | Майк Пенс                                        | Поражение на выборах     |
| 20 | 47           |      | Дональд Трамп (второй раз) | 20 января 2025 года   |                       |                 | Джей Ди Вэнс                                     | Второй срок              |

## Принципы
Республиканцы, в целом, придерживаются следующих принципов:
- снижение налогов;
- снижение дефицита государственного бюджета;
- снижение государственных расходов на медицину и образование;
- увеличение военных расходов и расходов на национальную безопасность;
- борьба за нравственность и семейные ценности, ограничение абортов (особенно на поздних сроках беременности) и контрацепции;
- борьба за национальные интересы и ценности;
- противодействие мерам по защите окружающей среды, если такие меры противоречат интересам бизнеса;
- обеспечение свободы владения и ношения огнестрельного оружия;
- противодействие созданию профсоюзов на частных предприятиях;
- сохранение применения смертной казни;
- противодействие введению эвтаназии и научным исследованиям в области клонирования.

Одним из важнейших принципов республиканцев традиционно является минимизация участия правительства в экономике и госрегулирования экономики.
В то же время Республиканская партия нередко выступает за ограничение легализации явлений, которые некоторые люди и группы рассматривают как личные и не подлежащие общественному ограничению (аборты, однополые браки, порнография, проституция и употребление наркотиков). Также некоторые республиканцы отрицают идеи борьбы с глобальным потеплением и парниковым эффектом.
Современный электорат — обеспеченные американцы, сотрудники крупных корпораций, белые мужчины и женщины, религиозно настроенные, консервативно-ориентированные избиратели, отдельно следует выделить большинство русскоязычных иммигрантов из стран бывшего СССР. Основная современная идеология — американский консерватизм. Политическая ориентация — правый центр, правые.

## Идеологические течения
Основными течениями внутри Республиканской партии являются:
- Республиканцы-традиционалисты;
- Консервативные республиканцы, которые в свою очередь делятся на:
  - Фискальные консерваторы;
  - Социальные консерваторы;
  - Палеоконсерваторы;
  - Неоконсерваторы.
- Умеренные республиканцы («сострадательные консерваторы»);
- Либертарианские республиканцы;
  - («Республиканцы Саут Парка»);
- Либеральные республиканцы (республиканцы Рокфеллера).

Республиканцы-традиционалисты являются одним из старейших идеологических течений Республиканской партии, беря своё начало от «Нового гуманизма» Ирвинга Бэббита (англ. Irving Babbitt) и Пола Элмера Мора (англ. Paul Elmer More), «Южного аграрианизма» (англ. Southern Agrarians), британской экономической философии «дистрибутистов» и «Нового консерватизма» (англ. New Conservatives) Рассела Кирка (англ. Russell Kirk), Ричарда М. Уивера (англ. Richard M. Weaver) и Роберта Нисбета. Традиционалисты выступают за низкие налоги и льготы крупному бизнесу, локализм, гражданский коммунитаризм, естественные права и «органическое общество», против профсоюзов, абортов, феминизма и однополых браков.
Фискальные консерваторы призывают к значительному снижению государственных расходов (в первую очередь социальных программ) и налогов, выступают за сбалансированный бюджет, погашение государственного долга, персональные учётные записи для социального обеспечения, свободную торговлю и дерегулирование экономики.
Социальные консерваторы по большей части состоят из «религиозных правых», в основном фундаменталистов из числа протестантов, евангелистов, католиков и мормонов, а также некоторого числа ортодоксальных иудеев. Общей для них является борьба за запрет абортов, против легализации однополых браков и исследований эмбриональных стволовых клеток за счёт госбюджета. Также они верят в улучшение американского общества через сохранение традиционных нравственных ценностей и социальных норм, в частности выступая за преподавание религии в школах, поддерживают активную роль религиозных организаций в деле помощи нуждающимся, как правило выступают за сильную армию, против нелегальной иммиграции и контроля над оружием. В экономических вопросах обычно придерживаются консервативных позиций, хотя и бывают склонны к популизму.
Палеоконсерваторы являются традиционалистами, с сильным недоверием относящимися к современной политической идеологии и государственности и желающими возродить Америку в её первозданном виде. Обычно они выступают за свободное ношение оружия, активную борьбу с наркотиками, права штатов и конституционализм, возражая против абортов, однополых браков, мультикультурализма и нелегальной иммиграции, требуя жёстко ограничить легальную иммиграцию. Палеоконсерваторы, как правило, придерживаются политики экономического национализма и протекционизма. Во внешней политике они сторонники невмешательства в дела других стран.
Неоконсерваторы — сторонники интервенционистской внешней политики, в том числе превентивных военных действий против врагов страны или ради распространения демократии. Они были самыми активными сторонниками войны в Ираке. Многие «неоконсерваторы» ранее считались либералами или были связаны с Демократической партией. В экономических и социальных вопросах занимают консервативные позиции.
Умеренные республиканцы, как правило, занимают консервативные позиции в экономических вопросах, но более либеральны в социальных вопросах, чем большинство республиканцев. В то же время некоторые из умеренных — центристы в финансовых вопросах и консерваторы в социальных. К умеренным также относят так называемых «сострадательных консерваторов», которые выступают против сокращения социальных расходов.
Либертарианские республиканцы, с одной стороны, являются очень последовательными консерваторами — выступая за минимальное вмешательство государства в экономику страны, за свободный рынок и минимальное социальное обеспечение. С другой стороны, они не поддерживают консерваторов в вопросах ограничения прав секс-меньшинств и запретов на аборты, рассматривая это как нарушение личной свободы человека. Также без энтузиазма они относятся и к традиционной для республиканцев интервенционистской внешней политике, предпочитая политику невмешательства.
Либеральные республиканцы некогда были одним из сильнейших течений партии, но перестали играть значительную роль с 1980-х годов. Они часто разделяют взгляды умеренных и консерваторов на бюджетную политику, но при этом выступают за либеральный подход к социальным вопросам, например за право делать аборты и заключать однополые браки, часто поддерживают запрет смертной казни и ограничения свободного ношения оружия. В первой половине XX века в Республиканской партии присутствовало даже прогрессивистское крыло, к которому относились такие деятели, как Роберт Лафоллет, Фьорелло Ла Гуардия, Уильям Бора, Хирам Джонсон, Джордж Уильям Норрис, Вито Маркантонито.
Солидная часть республиканцев отрицает научный консенсус по изменению климата.

### Электорат республиканцев
Летом 2017 года непартийный аналитический центр Pew Research Center провёл масштабное исследование «Political Typology Reveals Deep Fissures on the Right and Left». Исследователи определили, что большая часть электората Республиканской партии состоит из четырёх больших групп избирателей:
- ядерные консерваторы (англ. Core Conservatives) — 13 % взрослого населения, 15 % зарегистрированных избирателей и 20 % активных избирателей, из них 62 % республиканцы и 35 % тяготеют к Республиканской партии, демократов нет
- национал-консерваторы (англ. Country First Conservatives) — составляют примерно 6 % общего населения и 7 % зарегистрированных избирателей и 6 % активных избирателей, из них 63 % называют себя республиканцами, 32 % считают себя близкими к Республиканской партии, демократов нет
- рыночные скептики (англ. Market Skeptic Republicans) — 12 % общего населения и 12 % зарегистрированных избирателей и 10 % активных избирателей, из них 43 % республиканцы и 32 % сочувствующие, 12 % демократы или близки к ним
- предприниматели Новой Эры (англ. New Era Enterprisers) — 11 % общего населения и 11 % зарегистрированных избирателей и 9 % активных избирателей, из них 44 % республиканцы и 22 % сочувствующие, 22 % демократы или близки к ним

Ядерные консерваторы придерживаются консервативных взглядов по широкому кругу вопросов. Скептически относятся к системе социальной защиты, выступают за снижение налогов для корпораций и лиц с высокими доходами. В целом, более позитивно воспринимают иммигрантов, чем национал-консерваторы. Большинство из них считает, что США «стоят выше» всех других стран мира. Политически активны: 93 % всегда или почти всегда голосуют на выборах. Подавляющее большинство одобряют работу Дональда Трампа, но около половины из них испытывают «смешанные чувства» к личному поведению Трампа на посту. 67 % — мужчины, что намного больше, чем в любой другой типологической группе. 85 % — неиспаноязычные белые. Среди них окончивших колледж больше чем в других группах, поддерживающих Республиканскую партию (33 % имеют как минимум степень бакалавра). Ядерные консерваторы наиболее довольны своим личным финансовым положением среди всех групп, чаще владеют недвижимостью, многие вложили деньги в фондовый рынок. 53 % считают, что их семья достигла «американской мечты», что больше чем среди всех типологических групп.
Национал-консерваторы — очень критически относится к иммиграции и глобальному участию США. Полагают, что слишком большая открытость угрожает американской идентичности. Считают, что Америка должна действовать в своих интересах, даже вопреки мнению иностранных союзников. Предпочитают малое правительство, полагая, что правительство расточительно и неэффективно. Консервативны по социальным вопросам и являются единственной типологической группой, в которой большинство считает, что гомосексуальность не должна поощряться обществом. Стойкие сторонники Дональда Трампа — 93 % положительно относятся к президенту. Как правило, внимательно следят за политикой и деятельностью правительства, но не так политически активны, как ядерные консерваторы. 71 % в возрасте 50 лет и старше, 50 % посещают церковь как минимум раз в неделю. 83 % неиспаноязычные белые и 54 % — мужчины. 50 % имеют среднее или меньшее образование. В подавляющем большинстве предпочитают жить в сельской местности. Половина из них вышли на пенсию, что является самой высокой долей среди всех типологических групп. 45 % увлекаются охотой и спортивной стрельбой.
Рыночные скептики — в основном идентифицируют себя с Республиканской партией или склоняются к ней, выделяясь среди других республиканских групп своим скептическим взглядом на рыночную экономическую систему: подавляющее большинство считают, что она «несправедливо отдаёт предпочтение богатым». Большинство также полагают, что бизнесы получают слишком большую прибыль и склоняются к идее повышения налогов на корпорации (55 %). В то же время похожи на другие группы республиканцев в своём скептицизме в отношении системы социальной защиты. Меньше других республиканских групп интересуются политикой, политическая активность невысока. 55 % скептиков моложе 50 лет. 34 % посещают религиозные службы по крайней мере еженедельно, что является самой низкой долей среди групп, склонных к республиканцам. У большинства из них семейный доход ниже $75 000 в год, 46 % недовольны своим финансовым положением. Отличаются низкой мобильностью: 50 % всю жизнь провели в своём местном сообществе или поблизости от него. У 57 % говорят, что друг или член семьи был зависим от наркотиков, что больше, чем в большинстве других типологических групп. Повышенная доля постоянных курильщиков.
Предприниматели Новой Эры — относительно молодые, экономически консервативные, занимают относительно умеренные позиции в отношении иммиграции и взаимодействия Америки с остальным миром. Большинство позитивно оценивают участие США в мировой экономике и полагают, что иммигранты укрепляют нацию. Как и другие группы республиканцев, большинство «предпринимателей Новой Эры» отвергают идею о том, что расовая дискриминация является основной причиной, по которой многие чернокожие не могут добиться успеха. Почти две трети выступают за принятие гомосексуальности обществом. «Предприниматели Новой Эры» менее критично относятся к правительству, чем другие группы республиканцев. 63 % одобряют работу Дональда Трампа, но при этом, 39 % отрицательно оценивают поведение Трампа на посту, и лишь 23 % положительно; 38 % испытывают смешанные чувства. Из всех типологических групп республиканцев, реже всего выражают негативное отношение к Демократической партии. Подобно рыночным скептикам, «предприниматели Новой Эры» менее вовлечены в политику. Самая молодая группа среди республиканских: 26 % моложе 30 лет, большинство — моложе 50 лет. 66 % — белые неиспаноязычные граждане, при этом, среди «предпринимателей Новой Эры» самая высокая доля небелых среди республиканских групп. Хотя они небогаты, 72 % в целом удовлетворены своим финансовым положением. 60 % с удовольствием занимаются спортом. В отличие от других республиканских групп, предпочитают городские районы.

## Руководство
Во главе партии стоит Национальный комитет Республиканской партии (англ. Republican National Committee, RNC). Он отвечает за разработку и продвижение Республиканской политической платформы, стратегию выборов и координацию сбора средств, а также за организацию и проведение Республиканского национального конвента. Аналогичные комитеты действуют в каждом штате США и большинстве городов, округов и избирательных округов. С 20 января 2011 года по 19 января 2017 председателем комитета был адвокат Райнс Прибус, бывший член сената штата Висконсин. С 19 января этот пост заняла Ронна Ромни Макдэниэл.
Республиканский национальный конвент (англ. Republican National Convention, RNC) проводится раз в четыре года в преддверии очередных президентских выборов для выдвижения официального кандидата в президенты от Республиканской партии, а также принятия платформы партии и правил избирательного цикла. В 2016 году конвент прошёл 18—21 июля в Кливленде (штат Огайо). В нём приняли участие 2472 делегата от Республиканских партий штатов. Чтобы стать кандидатом в президенты необходимо набрать половину голосов плюс один.
Фракции Республиканской партии в Палате представителей и Сенате имеют собственные комитеты, занимающиеся сбором средств и разработкой стратегии. Национальный республиканский комитет Конгресса (англ. National Republican Congressional Committee, NRCC) помогает организовывать выборные кампании кандидатам в Палату представителей, а Национальный Республиканский Сенатский комитет (англ.  National Republican Senatorial Committee, NRSC) помогает избираться кандидатам в Сенате. Лидер республиканского меньшинства в Сенате — сенатор от Кентукки Митч Макконнелл. Республиканское большинство в Палате представителей возглавляет Стивен Скэлис.
Помощь республиканским кандидатам на посты губернаторов штатов оказывает Ассоциация губернаторов-республиканцев (англ. Republican Governors Association, RGA), которой руководит губернатор штата Нью-Джерси Крис Кристи.